# Paku Roland
Paku Roland (Zenta, 1993. június 24. –) szerb születésű, magyar labdarúgóközéppályás.

## Pályafutása
Paku 2007-ben igazolt a Győri ETO utánpótlásába. Az NB II-es tartalékcsapatban 2012. március 3-án mutatkozott be az FC Tatabánya ellen. kezdőként játszott, a 19. percben kiállították. Ez is közrejátszott a Tatabánya 5–1-es győzelmében. Érdekesség, hogy a győrieknél olyan játékosok is pályára léptek, mint a későbbi válogatott Varga Roland, és a Győr legenda Ihor Hrihorovics Nyicsenko fia, Ihor. A szezonban még két meccsen kapott lehetőséget. A következő szezonban 16 meccsen 3 gólt lőtt, és egy NB I-es meccsen leülhetett a kispadra. A 2013–14-es szezonban Pakut a fejlődése érdekében kölcsönadták a másodosztályú Nyíregyháza Spartacusnak. A bajnokságot végül magabiztosan nyerte meg a nyírségi alakulat, Paku 23 meccsen 1 gólt lőtt. Nyáron visszatért Győrbe, tíz nap múlva pedig kölcsönadták a szintén másodosztályú Gyirmót FC csapatának.

## Sikerei, díjai
- Másodosztályú bajnok: 2013–2014, 2015–2016

## Külső hivatkozások
- Paku Roland (magyar nyelven). hlsz.hu
- Paku Roland (magyar nyelven). mlsz.hu
- Paku Roland (angol nyelven). worldfootball.net
- [www.fussballdaten.de/person/roland-paku/ Paku Roland] (német nyelven). fussballdaten.de